# تومونوبو يوكوياما
تومونوبو يوكوياما (باليابانية: 横山 知伸) (18 مارس 1985 في نيريما في اليابان – 4 يناير 2024)؛ هو لاعب كرة قدم ياباني سابق كان يلعب كمدافع.

## وصلات خارجية
- تومونوبو يوكوياما على موقع رابطة كرة القدم اليابانية للمحترفين (اليابانية)
- تومونوبو يوكوياما على موقع قاعدة بيانات كرة القدم.إي يو (الإنجليزية)
- تومونوبو يوكوياما على موقع Soccerway.com (الإنجليزية)
- تومونوبو يوكوياما على موقع عالم كرة القدم.نت (الإنجليزية)
- تومونوبو يوكوياما على موقع كووورة